# 7.35×51mm 카르카노

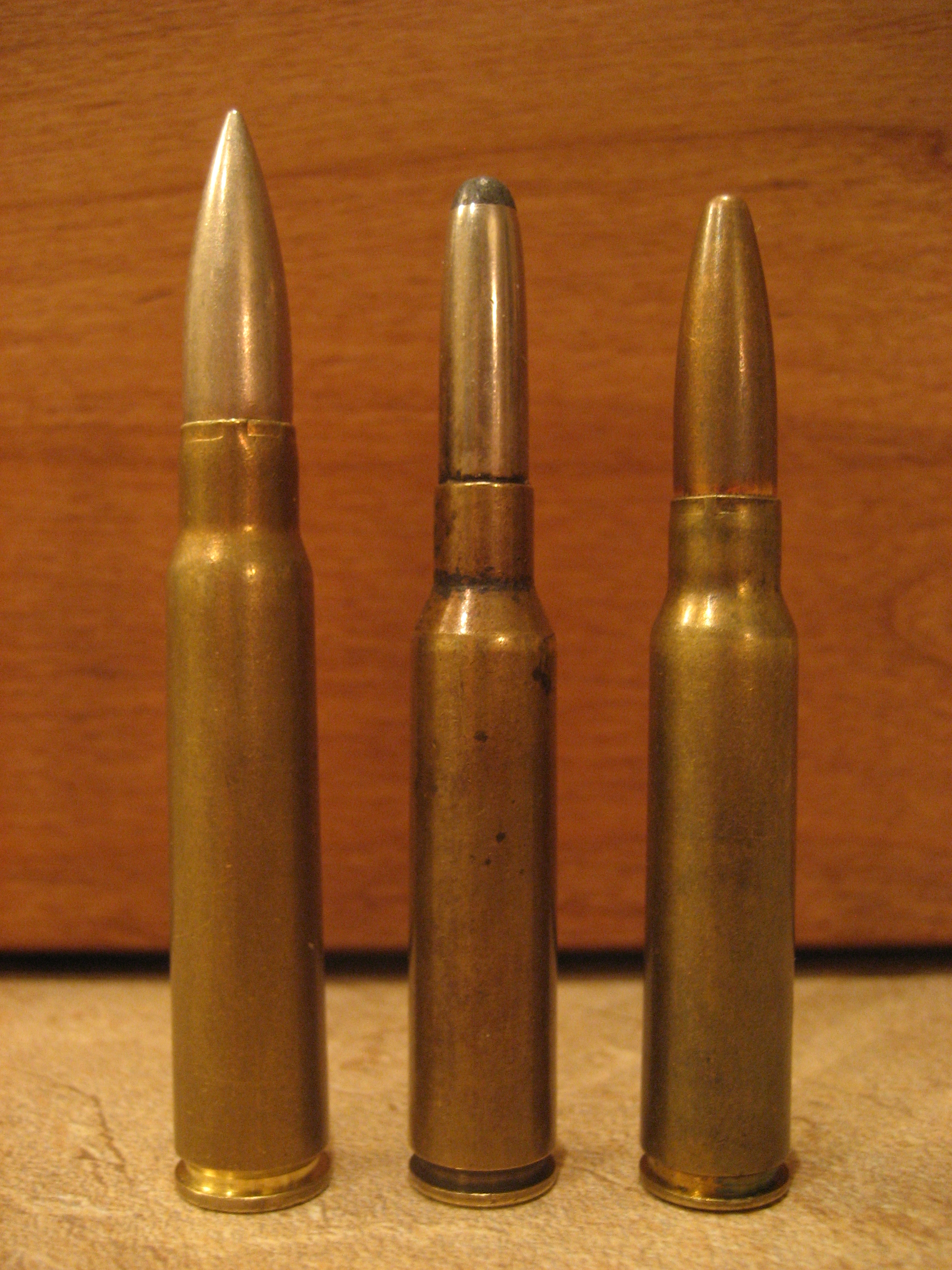
왼쪽부터 8×57mm, 6.5mm 카르카노, 7.35×51mm 카르카노

7.35×51mm 카르카노(7.35×51mm Carcano)는 제2차 세계 대전 동안 이탈리아군이 사용한 소총 탄약통이다.
이는 1930년대에 이탈리아군이 사용하던 6.5×52mm 카르카노를 대체하기 위해 설계되었다. 6.5mm와 달리 7.35mm 탄약통은 비행 중 공기 저항을 최소화하기 위해 스피처형 탄알을 특징으로 한다.

## 설명
이탈리아령 북아프리카 (1924–1934)와 제2차 이탈리아-에티오피아 전쟁 (1935/36) 캠페인에서 6.5×52mm 카르카노가 단거리와 장거리 모두에서 성능이 부족하다는 보고가 나온 후, 이탈리아군은 1938년에 새로운 7.35×51mm 구경의 신형 짧은 소총인 모델로 1938을 도입했다. 약간 더 큰 구경 외에도 이탈리아 병기 설계자들은 새로운 탄약통에 스피처형 탄알을 도입했는데, 연조직에 충격 시 불안정한(회전하는) 발사체를 생성하기 위해 끝을 알루미늄으로 채웠다(이는 .303 브리티시 Mk VII 탄알에서 복사한 디자인일 가능성이 높다). 더욱 강력하고 정밀한 소총 탄약통을 만들려는 의도였지만, 6.5mm 카르카노보다 가벼운 탄알을 채택하기로 한 결정과 91/38 소총의 다양한 설계 문제로 인해 탄약통은 의도한 성공을 거두지 못했다.

## 같이 보기
- 권총 및 소총 탄약통 목록
- 7.7×58mm 아리사카, 7.35×51mm 카르카노와 비슷한 이유로 제2차 세계 대전 중 채택된 일본 제국 소총 탄약